# Anna Gual Rovirosa
Anna Gual Rovirosa (Barcelona, 30 de maig de 1996) es una jugadora de watepolo catalana.
Debutà amb el Club Esportiu Mediterrani a la Divisió d'Honor estatal. L'estiu de 2016 fitxà pel SIS Roma de la Lliga italiana i dues temporades desprès competí amb el Club Natació Sant Andreu, amb el qual es proclamà subcampiona de Lliga. L'estiu de 2019 fitxà pel Centre Natació Mataró, guanyant nombrosos títols entre els quals destaquen una Lliga espanyola (2019-20), una Copa de la Reina (2022), dues Supercopa d'Espanya (2019, 2021) i una Copa Catalunya (2021). També es proclamà subcampiona de la Lliga de Campions amb el club mataroní. El juny de 2023 tornà al SIS Roma i, en aquesta segona etapa amb el club romà, guanyà una Copa d'Itàlia (2024). Internacional amb la selecció espanyola absoluta, es proclamà subcampiona del Món (2017) i aconseguí la medalla de bronze al Campionat d'Europa de Barcelona 2018.

## Palmarès
Clubs
- 1 Lliga espanyola de waterpolo femenina (2019-20)
- 1 Copa espanyola de waterpolo femenina (2022)
- 2 Supercopa espanyola de waterpolo femenina (2019, 2021)
- 1 Copa Catalunya de waterpolo femenina
- 1 Copa italiana de waterpolo femenina (2024)

Selecció espanyola
- 1 medalla d'argent als Campionat del Món de waterpolo femení (2017)
- 1 medalla de bronze als Campionat d'Europa de waterpolo femení (2018)
- 1 medalla d'or als Jocs Mediterranis de 2018